# Igor Smirnow (szachista)
Igor Smirnow, ukr. Ігор Смирнов (ur. 28 października 1987 w Sewastopolu) – ukraiński szachista, arcymistrz od 2008 roku.

## Kariera szachowa
Kilkukrotnie stawał na podium mistrzostw Ukrainy juniorów, m.in. w latach 2001 (III m. w kategorii do 14 lat) oraz 2002 (dz. I-III m. w kategorii do 16 lat). W 2002 i 2003 r. dwukrotnie reprezentował swój kraj na drużynowych mistrzostwach Europy juniorów do 18 lat (dwukrotnie zdobywając srebrne medale: 2002 – drużynowy, 2003 – indywidualny), poza tym w 2003 r. był uczestnikiem olimpiady juniorów (do 16 lat), na której ukraińscy szachiści zdobyli srebrne medale.
W 2002 r. odniósł dwa sukcesy w turniejach rozegranych w Ałuszcie, w jednym zwyciężając wspólnie z Olgą Aleksandrową, a w drugim zajmując II m. za Denisem Jewsiejewem, w obu turniejach wypełniając normy arcymistrzowskie (tytuł otrzymał jednak dopiero w 2008 r., po spełnieniu warunku rankingowego). W 2004 r. zwyciężył (wspólnie z Romanem Kalenikiem) w Sewastopolu. W 2007 r. zajął I m. w otwartym turnieju w Iljiczewsku, podzielił również III m. (za Jurijem Wowkiem i Michajło Oleksienko, wspólnie z Hrantem Melkumjanem) we Lwowie oraz był drugi (za Wołodymyrem Eryomenko) w Azowie. W 2008 r. podzielił I m. (wspólnie z m.in. Jurijem Drozdowskim, Jarosławem Żerebuchem i Eduardem Andriejewem) w memoriale Jefima Gellera w Odessie.
Najwyższy ranking w dotychczasowej karierze osiągnął 1 stycznia 2009 r., z wynikiem 2505 punktów zajmował wówczas 56. miejsce wśród ukraińskich szachistów.